# Toquí de Perijá
El toquí de Perijá (Arremon perijanus) és un ocell de la família dels passerèl·lids (Passerellidae).

## Descripció
La màscara i banda negra al pit, gola blanca, cap ratllat i esquena oliva fan que sigui fàcil d'identificar dins el rang molt limitat en el que resideix. Habita al sotabosc, pot ser tímid i difícil de veure. Sovint es detecta inicialment pel cant grinyolant i agut.

## Hàbitat i distribució
Habita els boscos humits de muntanya de la regió muntanyenca del Perijá, entre el nord-est de Colòmbia i el nord-oest de Veneçuela. Es troba principalment al sotabosc en altituds entre els 300 i 1200 m.

## Taxonomia
En un principi es considerava una subespècie (Arremon torquatus perijanus) del toquí cap-ratllat (A. torquatus). A partir de les diferències de vocalització, plomatge i genètica, es va determinar separar-la i tractar-la com espècie diferent. El SACC va dividir el grup el 2010.